# Eugénio de Andrade
Eugénio de Andrade (portuguès: José Fontinhas)  (Fundão, 19 de gener de 1923 - Porto, 13 de juny de 2005) fou un poeta i prosista portuguès. La seva prosa pot situar-se com una de les més destacades de la literatura europea. Durant tota la seva vida va mantenir una postura ferma contra tota forma de repressió i es va allunyar dels cenacles i la vida literària. Gran coneixedor de la literatura espanyola i clàssica, va escriure nombrosos llibres de poesia, entre els quals destaquen Adolescente (1942) i As mãos e os frutos (1948). De família camperola, mai no va cercar l'exhibicionisme ni la fama, tampoc el luxe; deia que aquest darrer era sempre una forma de degradació. Traduí al portuguès les obres de Federico García Lorca, Antonio Machado i Juan Ramón Jiménez.

## Traduccions al català
- Matèria solar (Traducció de Vicent Berenguer), València: Gregal, 1987.
- Obstinato rigore (Traducció de Manuel Guerrero), Barcelona: Edicions 62, 1991.
- Ran del dir (Traducció de Xulio Ricardo Trigo i Júlia Cortés), Lleida: Pagès, 1994.
- Ofici de paciència (Traducció d'Antoni Xumet), Col. «Trucs i Baldufes», Pollença: El Gall Editor, 2008.
- Memòria d'un altre riu (Traducció de Jordi Sebastià), Alzira: Bromera, 2016.